# 사카이 쇼고
사카이 쇼고(일본어: 坂井 将吾, 1988년 1월 28일 ~ )는 일본의 전 축구 선수이다.

## 구단 경력
과거 몬테디오 야마가타에서 활동하였다.